# Heinrich Blecken

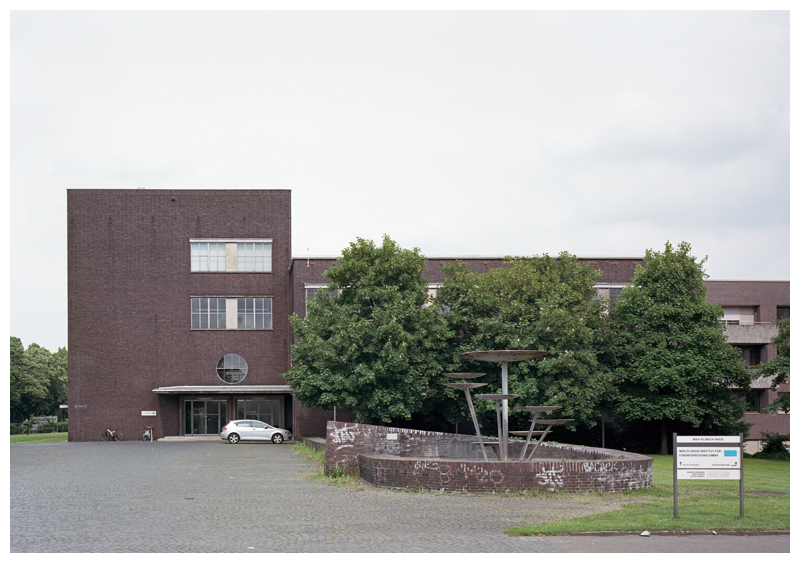
Haus der Eisenindustrie in Düsseldorf

Heinrich Blecken (* 23. Dezember 1885 in München; † 18. Dezember 1965 in Wuppertal) war ein deutscher Architekt und Hochschullehrer.

## Leben
Heinrich Blecken wuchs in Pöcking am Starnberger See auf, wo er die Grundschule besuchte. Von 1904 bis 1909 studierte Blecken an der Technischen Hochschule München. 1911/1912 war er Assistent an der Technischen Hochschule Dresden und an der Dresdner Kunstakademie. 1921 wurde er Baudirektor bei dem Montanunternehmen Rheinische Stahlwerke AG in Duisburg-Meiderich – dort blieb er auch nach dessen Eingliederung in die neu gegründete Vereinigte Stahlwerke AG 1926. Während seiner Zeit in Duisburg, wo er einige wenige Betriebsgebäude und Siedlungshäuser entwarf, entwickelte er seinen bedeutendsten Beitrag zur Architektur des 20. Jahrhunderts: Das mit seinem Namen verbundene Stahlhaussystem, genannt „System Blecken“. Einige nach diesem System gebaute Siedlungen finden sich bis heute im Ruhrgebiet, zum Beispiel eine kleine unter Denkmalschutz stehende Siedlung im Dortmunder Stadtteil Eving. Dort sind vier Siedlungshäuser, die nach dem System Blecken in den 1920er Jahren erbaut wurden, erhalten. Die Straße, an der sie liegen, trägt den bezeichnenden Namen „An den Stahlhäusern“.
Ab 1934 lehrte Blecken als Professor an der Technischen Hochschule Breslau, deren letzter Rektor er von 1944 bis 1945 war.
1945 übernahm Heinrich Blecken den Lehrstuhl für Entwerfen von Hoch- und Industriebauten an der RWTH Aachen. Ab 1946 war er als Privatarchitekt in Wuppertal tätig.
Seine Hauptarbeitsgebiete als Architekt waren Landesplanung und Städtebau sowie Siedlungswesen (Stahlhausbau).
In Nordrhein-Westfalen finden sich noch folgende Bauwerke, die von Heinrich Blecken als Architekt geplant wurden: Das von 1934 bis 1935 zusammen mit Paul Bonatz erbaute Haus der Eisenindustrie in Düsseldorf und das 1922 erbaute Haus Ruhrort in Duisburg-Ruhrort, im Volksmund „Tausendfensterhaus“ genannt und bis heute Bleckens bekanntestes Bauwerk.
Nach und während des Architekturstudiums an der Technischen Hochschule München versuchte sich Heinrich Blecken als Zeichner und Karikaturist im Umfeld der Zeitschriften Jugend und Simplicissimus. So gestaltete er z. B. 1909 das Programmheft für ein Maskenfest des Deutschen Literatur-Vereins mit dem Thema „Im Zeichen des Simplicissimus“. In der Jugend von 1917 findet sich ein Beitrag von Blecken. Später widmete er sich beruflich ausschließlich der Architektur.

## Schriften
- Das deutsche Stahlhaus. Atlantic-Verlag, Berlin 1929.
- Beratungsstelle für Stahlverwendung (Hrsg.): Der Stahllamellenbau. System Blecken. Industrie-Verlag und Druckerei AG, Düsseldorf 1929 (Werbeschrift).